# Utrka na 200 m na Olimpijskim igrama

## Muškarci
Osvajači olimpijskih medalja u atletskoj disciplini 200 m  prikazani su u sljedećoj tablici:
| Olimpijske igre      | Zlato                       | Zlato        | Srebro                   | Srebro  | Bronca                    | Bronca  |
| Pariz 1900.          | John Tewksbury (SAD)        | 22,2 s       | Norman Pritchard (IND)   | 22,8 s  | Stanley Rowley (AUS)      | 22,9 s  |
| St. Lous 1904.       | Archie Hahn (SAD)           | 21,6 s       | Nate Cartmell (SAD)      | 21,9 s  | William Hogenson (SAD)    | 21,9 s  |
| London 1908.         | Bobby Kerr (KAN)            | 22,6 s       | Robert Cloughen (SAD)    | 22,6 s  | Nate Cartmell (SAD)       | 22,7 s  |
| Stockholm 1912.      | Ralph Craig (SAD)           | 21,7 s       | Donald Lippincott (SAD)  | 21,8 s  | Willie Applegarth (VBR)   | 22,0 s  |
| Antwerpen 1920.      | Allen Woodring (SAD)        | 22,0 s       | Charlie Paddock (SAD)    | 22,0 s  | Harry Edward (VBR)        | 22,1 s  |
| Pariz 1924.          | Jackson Scholz (SAD)        | 21,6 s       | Charlie Paddock (SAD)    | 21,7 s  | Eric Liddell (VBR)        | 21,9 s  |
| Amsterdam 1928.      | Percy Williams (KAN)        | 21,8 s       | Walter Rangeley (VBR)    | 21,9 s  | Helmut Körnig (NJE)       | 21,9 s  |
| Los Angeles 1932.    | Eddie Tolan (SAD)           | 21,12 s      | George Simpson (SAD)     | 21,4 s  | Ralph Metcalfe (SAD)      | 21,5 s  |
| Berlin 1936.         | Jesse Owens (SAD)           | 20,7 s       | Mack Robinson (SAD)      | 21,1 s  | Tinus Osendarp (NIZ)      | 21,3 s  |
| London 1948.         | Mel Patton (SAD)            | 21,1 s       | Barney Ewell (SAD)       | 21,1 s  | Lloyd LaBeach (PAN)       | 21,2 s  |
| Helsinki 1952.       | Andy Stanfield (SAD)        | 20,81 s      | Thane Baker (SAD)        | 20,97 s | James Gathers (SAD)       | 21,08 s |
| Melbourne 1956.      | Bobby Joe Morrow (SAD)      | 20,75 s      | Andy Stanfield (SAD)     | 20,97 s | Thane Baker (SAD)         | 21,05 s |
| Rim 1960.            | Livio Berruti (ITA)         | 20,62 s      | Lester Carney (SAD)      | 20,69 s | Abdoulaye Seye (SEN)      | 20,83 s |
| Tokio 1964.          | Henry Carr (SAD)            | 20,36 s      | Paul Drayton (SAD)       | 20,58 s | Ed Roberts (TRI)          | 20,63 s |
| Mexico City 1968.    | Tommie Smith (SAD)          | 19,83 s      | Peter Norman (AUS)       | 20,06 s | John Carlos (SAD)         | 20,10 s |
| München 1972.        | Valeri Borzov (SSSR)        | 20,00 s      | Larry Black (SAD)        | 20,19 s | Pietro Mennea (ITA)       | 20,30 s |
| Montreal 1976.       | Don Quarrie (JAM)           | 20,23 s      | Millard Hampton (SAD)    | 20,29 s | Dwayne Evans (SAD)        | 20,43 s |
| Moskva 1980.         | Pietro Mennea (ITA)         | 20,19 s      | Allan Wells (VBR)        | 20,21 s | Don Quarrie (JAM)         | 20,29 s |
| Los Angeles 1984.    | Carl Lewis (SAD)            | 19,80 s      | Kirk Baptiste (SAD)      | 19,96 s | Thomas Jefferson (SAD)    | 20,26 s |
| Seoul 1988.          | Joe DeLoach (SAD)           | 19,75 s      | Carl Lewis (SAD)         | 19,79 s | Robson da Silva (BRA)     | 20,04 s |
| Barcelona 1992.      | Mike Marsh (SAD)            | 20,01 s      | Frankie Fredericks (NAM) | 20,13 s | Michael Bates (SAD)       | 20,38 s |
| Atlanta 1996.        | Michael Johnson (SAD)       | 19,32 s      | Frankie Fredericks (NAM) | 19,68 s | Ato Boldon (TRI)          | 19,80 s |
| Sydney 2000.         | Konstantinos Kenteris (GRE) | 20,09 s      | Darren Campbell (VBR)    | 20,14 s | Ato Boldon (TRI)          | 20,20 s |
| Sydney 2004.         | Shawn Crawford (SAD)        | 19,79 s      | Bernard Williams (SAD)   | 20,01 s | Justin Gatlin (SAD)       | 20,03 s |
| Peking 2008.         | Usain Bolt (JAM)            | 19,30 s (WR) | Shawn Crawford (SAD)     | 19,96 s | Walter Dix (SAD)          | 19,98 s |
| London 2012.         | Usain Bolt (JAM)            | 19,32 s      | Yohan Blake (JAM)        | 19,44 s | Warren Weir (JAM)         | 19,84 s |
| Rio de Janeiro 2016. | Usain Bolt (JAM)            | 19,78 s      | Andre De Grasse (KAN)    | 20,02 s | Christophe Lemaitre (FRA) | 20,12 s |
| Tokio 2020.          | Andre De Grasse (KAN)       | 19,62 s      | Kenneth Bednarek (SAD)   | 19,68 s | Noah Lyles (SAD)          | 19,74 s |
| Pariz 2024.          | Letsile Tebogo (BOT)        | 19,46 s      | Kenneth Bednarek (SAD)   | 19,62 s | Noah Lyles (SAD)          | 19,70 s |

## Žene
Osvajačice olimpijskih medalja u atletskoj disciplini  utrka na 200 m prikazane su u sljedećoj tablici:
| Olimpijske igre      | Zlato                          | Zlato   | Srebro                        | Srebro  | Bronca                      | Bronca  |
| London 1948.         | Fanny Blankers-Koen (NIZ)      | 24,4 s  | Audrey Williamson (VBR)       | 25,1 s  | Audrey Patterson (SAD)      | 25,2 s  |
| Helsinki 1952.       | Marjorie Jackson (AUS)         | 23,7 s  | Puck Brouwer (NIZ)            | 24,2 s  | Nadezhda Khnykina (SSSR)    | 24,2 s  |
| Melbourne 1956.      | Betty Cuthbert (AUS)           | 23,4 s  | Christa Stubnick (EUA)        | 23,7 s  | Marlene Mathews (AUS)       | 23,8 s  |
| Rim 1960.            | Wilma Rudolph (SAD)            | 24,0 s  | Jutta Heine (EUA)             | 24,4 s  | Dorothy Hyman (VBR)         | 24,7 s  |
| Tokio 1964.          | Edith McGuire (SAD)            | 23,0 s  | Irena Szewinska (POLJ)        | 23,1 s  | Marilyn Black (AUS)         | 23,1 s  |
| Ciudad Mexico 1968.  | Irena Szewińska (POLJ)         | 22,5 s  | Raelene Boyle (AUS)           | 22,7 s  | Jenny Lamy (AUS)            | 22,8 s  |
| München 1972.        | Renate Stecher (DRNJ)          | 22,40 s | Raelene Boyle (AUS)           | 22,45 s | Irena Szewińska (POLJ)      | 22,74 s |
| Montreal 1976.       | Bärbel Eckert (DRNJ)           | 22,37 s | Annegret Richter (SRNJ)       | 22,39 s | Renate Stecher (DRNJ)       | 22,47 s |
| Moskva 1980.         | Bärbel Wöckel (DRNJ)           | 22,03 s | Natalya Bochina (SSSR)        | 22,19 s | Merlene Ottey (JAM)         | 22,20 s |
| Los Angeles 1984.    | Valerie Brisco-Hooks (SAD)     | 21,81 s | Florence Griffith (SAD)       | 22,04 s | Merlene Ottey (JAM)         | 22,09 s |
| Seul 1988.           | Florence Griffith Joyner (SAD) | 21,34 s | Grace Jackson (JAM)           | 21,72 s | Heike Drechsler (DRNJ)      | 21,95 s |
| Barcelona 1992.      | Gwen Torrence (SAD)            | 21,81 s | Juliet Cuthbert (JAM)         | 22,02 s | Merlene Ottey (JAM)         | 22,09 s |
| Atlanta 1996.        | Marie-José Perec (FRA)         | 22,12 s | Merlene Ottey (JAM)           | 22,24 s | Mary Onyali (NIG)           | 22,38 s |
| Sydney 2000.         | Marion Jones (SAD)             | 21,84 s | Pauline Davis (BAH)           | 22,27 s | Susanthika Jayasinghe (ŠRI) | 22,28 s |
| Atena 2004.          | Veronica Campbell (JAM)        | 22,05 s | Allyson Felix (SAD)           | 22,18 s | Debbie Ferguson (BAH)       | 22,30 s |
| Peking 2008.         | Veronica Campbell (JAM)        | 21,74 s | Allyson Felix (SAD)           | 21,93 s | Kerron Stewart (JAM)        | 22,00 s |
| London 2012.         | Allyson Felix (SAD)            | 21,88 s | Shelly-Ann Fraser-Pryce (JAM) | 22,09 s | Carmelita Jeter (SAD)       | 22,14 s |
| Rio de Janeiro 2016. | Elaine Thompson (JAM)          | 21,78 s | Dafne Schippers (NIZ)         | 21,88 s | Tori Bowie (SAD)            | 22,15 s |
| Tokio 2020.          | Elaine Thompson-Herah (JAM)    | 21,53 s | Christine Mboma (NAM)         | 21,81 s | Gabrielle Thomas (SAD)      | 21,87 s |
| Pariz 2024.          | Gabrielle Thomas (SAD)         | 21,83 s | Julien Alfred (LCA)           | 22,08 s | Brittany Brown (SAD)        | 22,20 s |